# زاغه

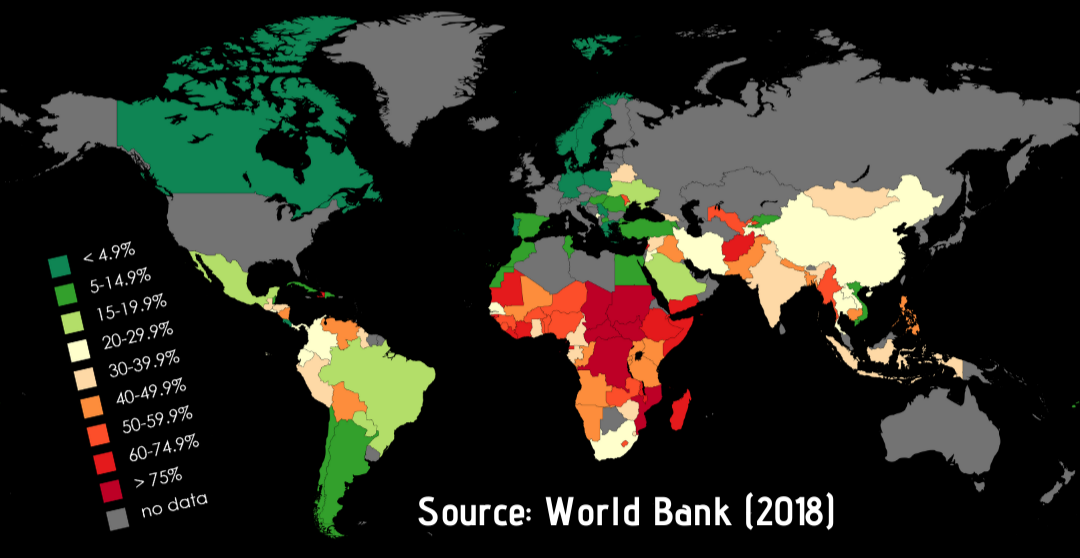
سهم جمعیت شهرنشین ساکن در زاغه‌ها (۲۰۱۸)

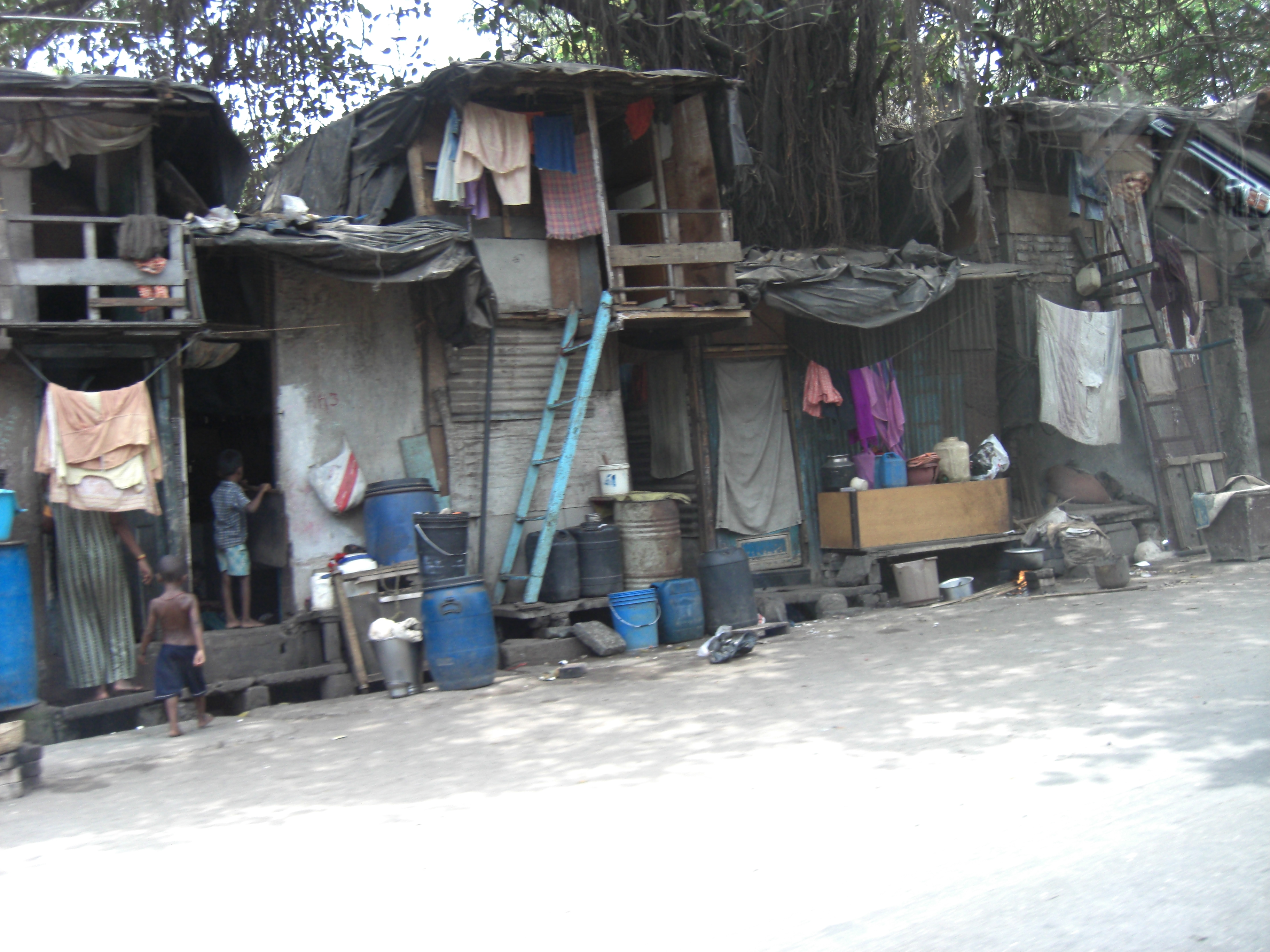
تصویری از یک زاغه در بمبئی، هند. در حدود ۵۵٪ از جمعیت شهر بمبئی در زاغه‌نشین‌ها زندگی می‌کنند. این در حالی است که مساحت کل زاغه‌نشین‌ها در بمبئی برابر با حدود ۶٪ از زمین‌های شهری است. میزان رشد زاغه‌نشین‌ها در بمبئی بیشتر از نرخ کلی رشد شهری است.

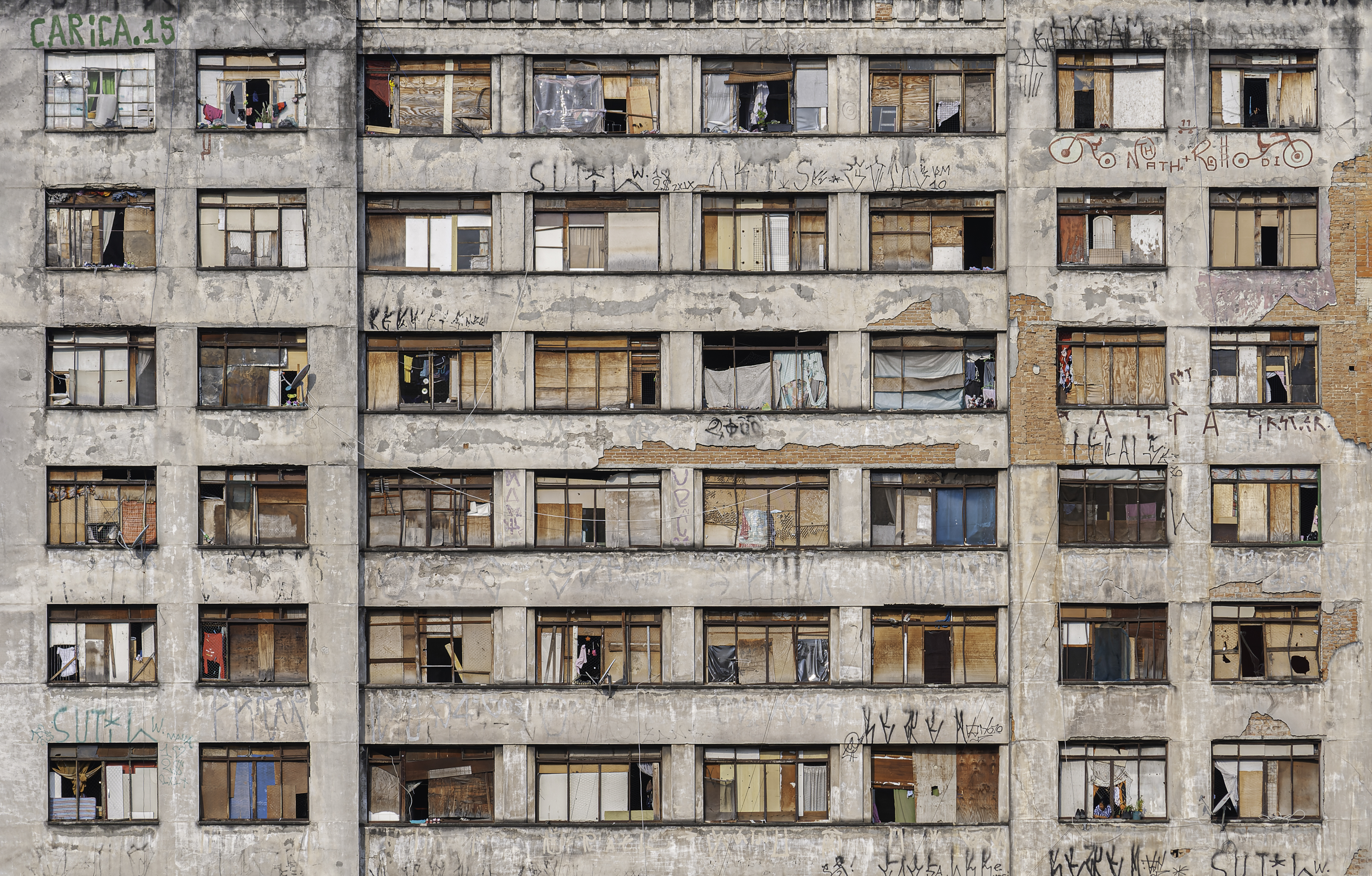
نگاره‌ای از یک زاغهٔ آپارتمانی در سائو پائولو، برزیل.

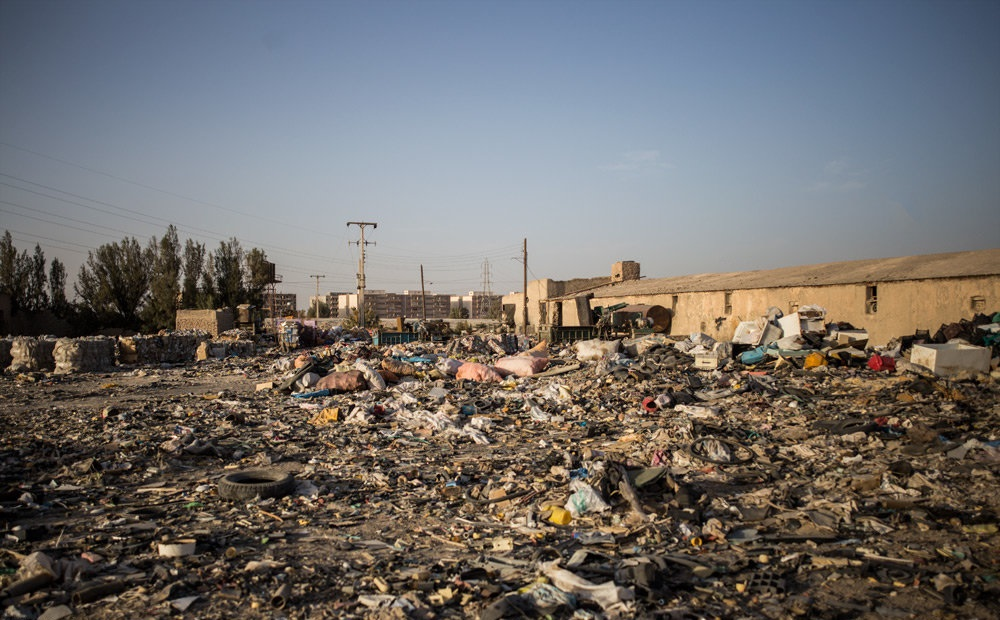
یک مکان حاشیه نشین در زابل ایران

زاغه در لغت به محله‌های فقیرنشین و بدون مجوز در حاشیه شهرها گفته می‌شود. معمولاً امکانات بهداشتی، رفاهی و امنیتی در مناطق زاغه‌نشین وجود ندارد.
هم‌اکنون بیش از یک میلیارد نفر از مردم جهان در زاغه‌ها زندگی می‌کنند. برنامه اسکان بشر سازمان ملل متحد، با توجه به رشد جمعیت جهان، جمعیت زاغه‌نشین‌ها در سال ۲۰۳۰ میلادی را در حدود ۲ میلیارد نفر برآورد کرده است. بر اساس آمار سازمان ملل متحد، هم‌اکنون بیش از یک نفر از هر ۳ ساکن در شهرهای کشورهای در حال توسعه در زاغه زندگی می‌کند.
زاغه‌ها طیفی از آپارتمانهای پرتراکم و بد منظره در مرکز شهر تا سکونتگاه‌های پراکنده غیررسمی و بدون قانون در حاشیه شهرها را شامل می‌شود. برخی بیش از ۵۰ سال قدمت دارند و برخی هنوز در حال تصرف شدن هستند.
سکونتگاه‌های غیررسمی در مسائل و مشکلات زیر با هم اشتراک دارند:
- فقدان تأسیسات شهری مناسب و کافی
- فقدان خدمات شهری مناسب و کافی
- افزایش تنش‌ها به علت شکاف عمیق اجتماعی بین ساکنان این سکونتگاه‌ها و مناطق رسمی شهری
- پیچیدگی و دشواری تأمین خدمات به علت توسعه ناموزون و برنامه‌ریزی نشده

در آغاز پیروزی انقلاب ۱۳۵۷، ۳۰ درصد مردم در شهرها و ۷۰ درصد در روستاها زندگی می‌کردند اما سیاست‌های نادرست و عدم ایجاد اشتغال در روستاها سبب مهاجرت شده است و در کنار آن حاشیه‌نشینی ایجاد شده که در این میان مشهد بیشترین سهم را دارد به طوری که متوسط حاشیه‌نشینی در کلان‌شهرها ۱۶ درصد جمعیت است اما مشهد، ۳۰ درصد جمعیت حاشیه‌نشین دارد.
برای ساماندهی وضعیت حاشیه‌نشینی کارگروهی با محوریت معاونت مدیریت و توسعهٔ شهری و روستایی وزارت کشور و با عضویت سازمان ملی زمین و مسکن و سایر دستگاه‌های مرتبط تشکیل شده که دبیری آن بر عهدهٔ شرکت عمران و بهسازی شهری ایران است. یکی از اولویت‌های این کارگروه، تدوین برنامهٔ جامع توانمندسازی و پیشگیری از گسترش سکونتگاه‌های غیررسمی ایران است که حاشیه‌نشینی مشهد نیز یکی از بخش‌های مهم آن است. این برنامه جامع، سند مدیریت اجرایی برنامهٔ توانمندسازی و پیشگیری برای کلان‌شهرها است و قرار است با اولویت مشهد تهیه و تصویب شود. در شهر مشهد ۶۶ محله در ۸ پهنه وجود دارند که تاکنون برنامهٔ توانمندسازی در یکی از پهنه‌ها در سه محله به تصویب رسید و شرکت عمران و بهسازی شهری نیز چندین پروژه را در آن‌جا اجرا کرد. همچنین برنامه‌ریزی‌های لازم برای اجرایی شدن سازوکارهای لازم در سایر محله‌ها و در پهنه‌ای گسترده طی سه سال آینده انجام شده است.

## جرم و جنایت
به دلیل فقر مطلق حاکم بر زاغه‌نشین‌ها، زاغه‌ها معمولاً محل سکونت بسیاری از تبهکاران و باندهای قاچاق مواد مخدر است. مهاجرت غیرقانونی به ایران و به تبع زاغه‌نشینی آن‌ها در حاشیه شهرها، یکی از معضلات جدی ایران محسوب می‌شود، شواهد زاغه‌نشینی اتباع خارجی را، حداقل در بخشی از حاشیه جنوب تهران نشان می‌دهد.

## مبارزه با رشد زاغه‌نشینی

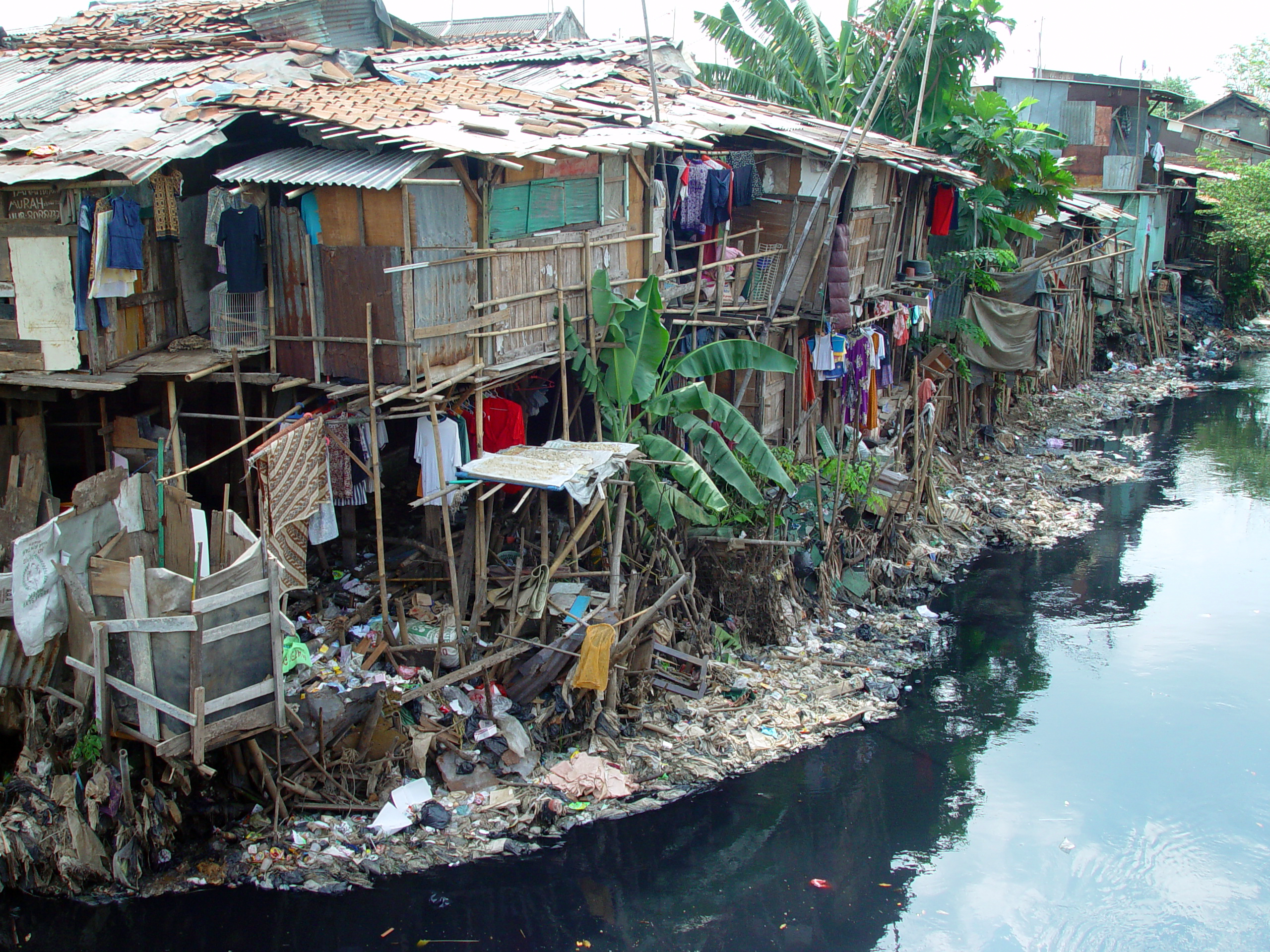
تصویری از یک زاغه در حاشیه شهر جاکارتا، پایتخت کشور اندونزی.

مبارزه با رشد زاغه‌نشینی، از اهداف توسعه هزاره سازمان ملل متحد اعلام شده است.